# Haus Lindenlaub

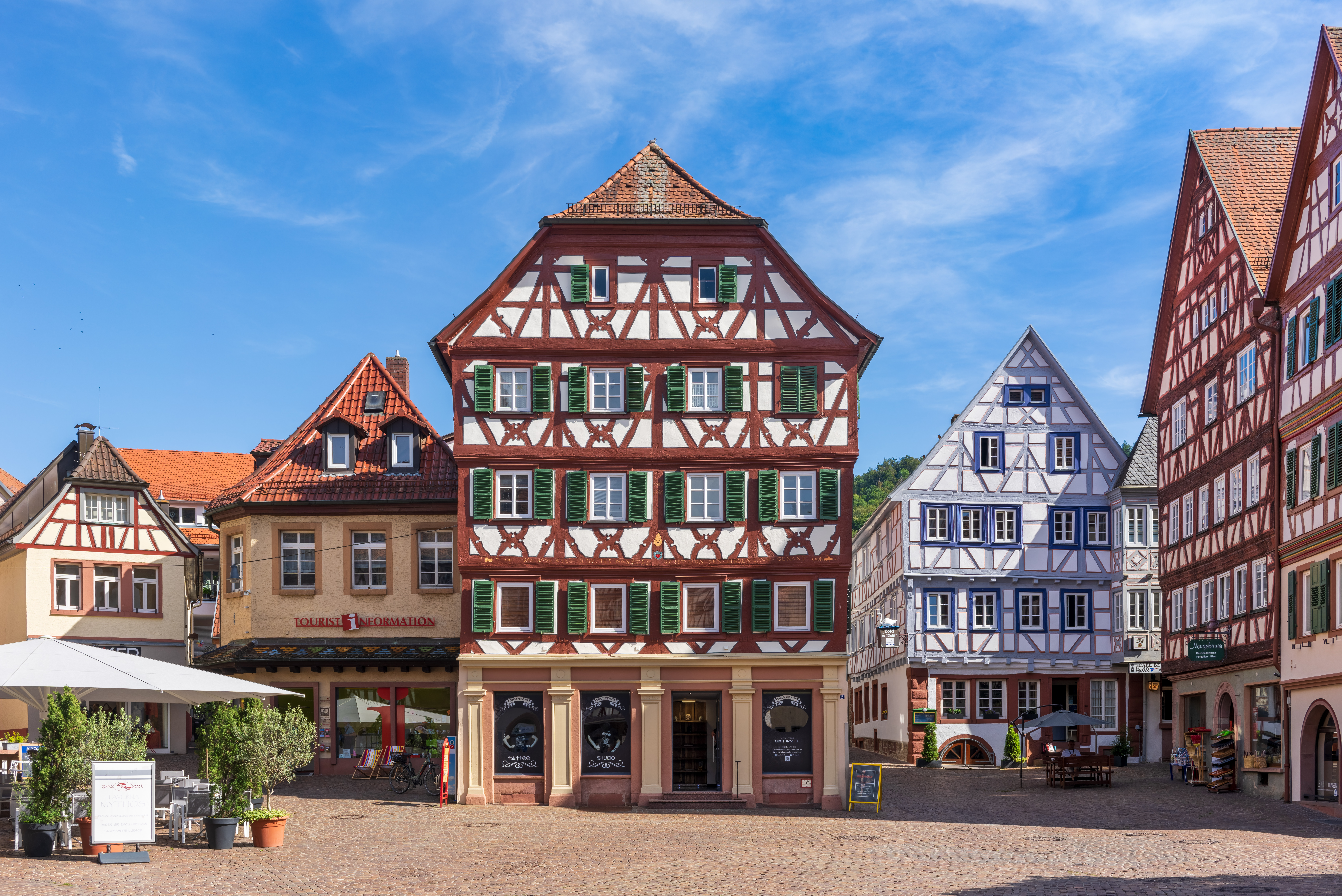
Haus Lindenlaub mit den umgebenden Gebäuden

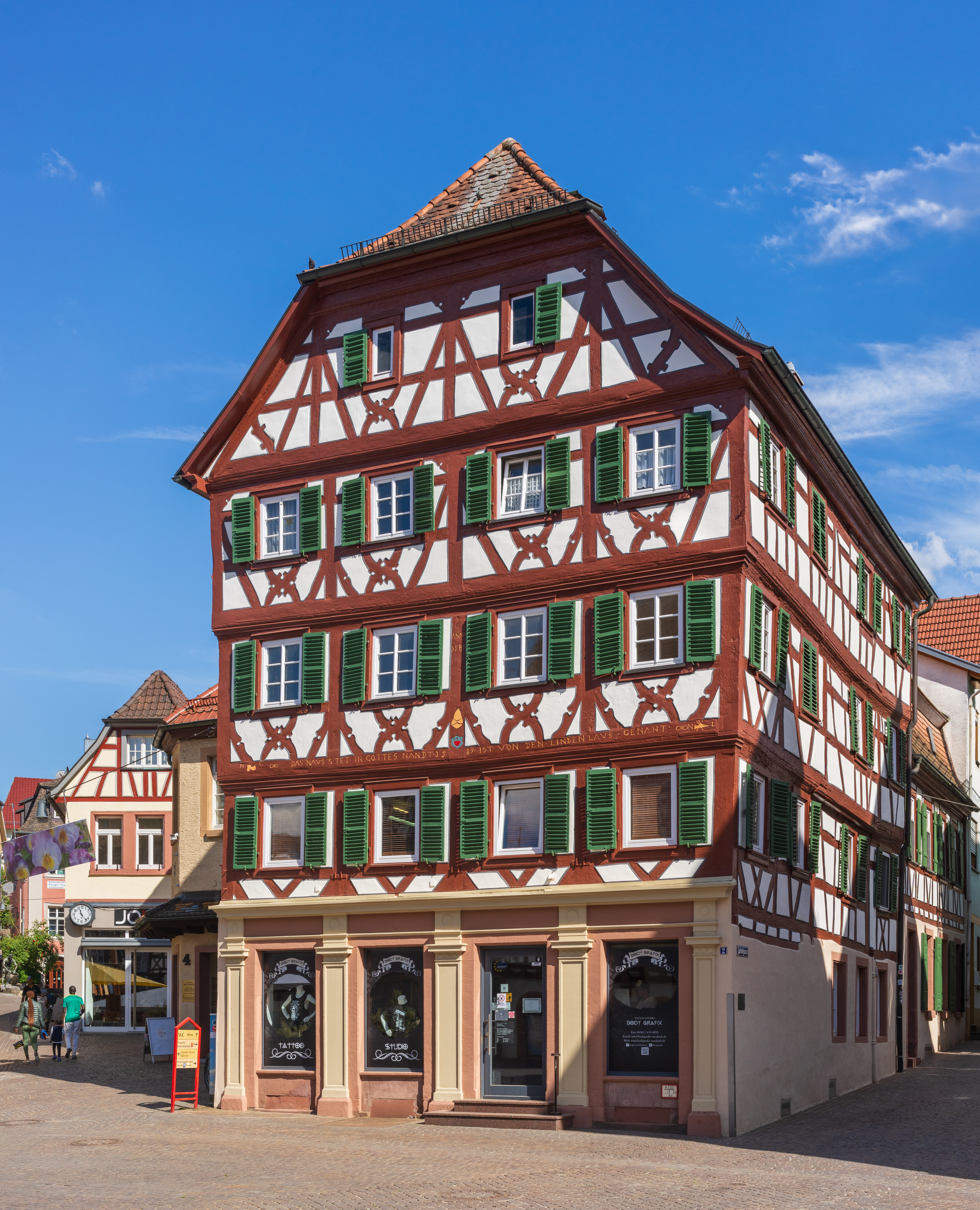
Seitliche Ansicht

Das Haus Lindenlaub ist ein Fachwerkhaus am Marktplatz in Mosbach im Neckar-Odenwald-Kreis im nördlichen Baden-Württemberg. 

## Geschichte
Das Gebäude wurde 1589 errichtet. Ab dem 19. Jahrhundert führte die Familie Humbert in dem Gebäude ein Lebensmittel- und Kolonialwarengeschäft. 1869 erhielten die Besitzer von der Badischen Gemeindeversicherung die Auflage, das Haus aus Brandschutzgründen verputzen zu lassen. Dem Zeitgeschmack folgend hat man das Fachwerk um 1900 wieder freigelegt. Nachdem die Familie Humbert in den 1920er Jahren nach Amerika ausgewandert war, bezogen die Geschwister Schneider das Gebäude und eröffneten ein Hutgeschäft.

## Beschreibung
Das Haus Lindenlaub ist ein dreigeschossiger Fachwerkbau mit leicht vorkragenden Fachwerkgeschossen auf massiv gemauertem Erdgeschoss, giebelständig zum Marktplatz gelegen.